# Concile plébéien
 (juin 2012).
 (juin 2012).
Le concile de la plèbe ou concile plébéien (Concilium Plebis) est dans la Rome antique une des assemblées populaires.
Le concile plébéien est originellement organisé sur la base des curies. Ce sont, en effet, des « comices curiates plébéiens ». Autour de 471 av. J.-C., elles sont réorganisées sur la base des tribus. Ainsi, elles sont devenues les « comices tributes plébéiens ». Son organisation est en tous points similaire à celle des comices tributes, seul le fait qu'il n'y ait que des plébéiens qui y participent et que son président est un tribun de la plèbe le différencie des « comices tributes patricio-plébéiens ».

## Assemblées tributes
Pendant toute la République romaine, les citoyens sont répartis en centuries à des fins militaires, et en tribus à des fins civiles. Chacun des deux groupes (centuries et tribus) se rassemble pour des buts législatifs, électoraux et judiciaires. Alors que les centuries se réunissent en une seule assemblée (les comices centuriates), les tribus s'assemblent en deux assemblées différentes. Ces deux assemblées sont les comices tributes (« assemblée tributes ») et le concile plébéien (Concilium Plebis ou « comices tributes plébéiens »). En effet, les comices tributes sont une « assemblée patricio-plébéienne des tribus », alors que le concile de la plèbe est une « assemblée plébéienne des tribus »
La seule différence entre les deux assemblées réside dans le fait que les patriciens ne peuvent voter dans le concile plébéien. Comme les patriciens en sont exclus, le concile plébéien ne représente pas tout le peuple, de sorte que le concile ne peut pas élire de magistrats. En tant que tel, les magistrats romains n'ont aucun rapport juridique avec le concile de la plèbe. Mais le concile plébéien élit ses propres représentants (tribuns de la plèbe et édiles plébéiens), qui président par ailleurs le concile.
Ordinairement, c'est le concile plébéien qui adopte les nouvelles lois. A part le fait que le concile plébéien exclut les patriciens et est présidé par un de ses représentants élus, il est en tout point identique aux comices tributes.
Les deux assemblées tributes, les comices tributes et le concile plébéien, sont composées de 35 groupes appelés tribus. Celles-ci ne sont pas basées sur des considérations ethniques ou par liens de parenté mais sur les divisions géographiques. C’est ce qui distingue les tribus des curies. Contrairement aux centuries, l’appartenance à une tribu ne dépend pas de la richesse. Quand les tribus sont créées, les divisions sont géographiques. C'est semblable aux districts qui nomment la chambre des représentants des États-Unis. Cependant, comme on rejoint la tribu à laquelle son père appartient (ou son père adopté), les distinctions géographiques sont finalement perdues.

## De 509 à 471 av. J.-C.
Les « comices curiates plébéiens » sont l'origine du concile plébéien. La seule différence entre « comices curiates plébéiennes » et les « comices tributes plébéiennes » est que les premières sont composées de citoyens organisés en curies et que les dernières le sont en tribus.
Avant la première sécession de la plèbe (494 av. J.-C.), les plébéiens se réunissent probablement en une assemblée basée sur les curies. Néanmoins, cette assemblée n’a pas de rôle politique jusqu’à la création des magistratures du tribunat et de l’édilité plébéienne, à la suite de la sécession plébéienne. L'aristocratie patricienne reconnaît officiellement le pouvoir politique du tribunat. Quand ils légitiment le pouvoir de l'assemblée (toujours les « comices curiates plébéiens »), un tribun de la plèbe commence à présider le concile plébéien peu après.
Cette assemblée peut élire à la fois les tribuns et les édiles plébéiens. Elle peut aussi légiférer en votant des plébiscites qui, durant les débuts de la République, ne s’appliquent qu’aux seuls plébéiens.

## De 471 à 27 av. J.-C.
Autour de 471 av. J.-C., le concile plébéien est réorganisé. Il commence à utiliser les tribus, plutôt que les curies, comme base de son organisation. Quand il est organisé par curies (et donc par gentes), les plébéiens sont dépendants de leurs patrons patriciens. Quand le concile plébéien est passé à une organisation basée sur les tribus (c'est-à-dire dépendant de considération géographique), les plébéiens gagnent leur indépendance vis-à-vis des patriciens. À ce titre, les « comices curiates plébéiens » sont devenus les « comices tributes plébéiens » (ce que nous connaissons plus communément sous le nom de « concile plébéien »).
Tout au long de la vie de la république, presque tous les Romains sont plébéiens. Par conséquent, le concile plébéien n'a jamais été beaucoup plus faible que les comices tributes. Cette assemblée élit les tribuns et les édiles plébéiens, qui sont les représentants élus des plébéiens. Ainsi, ils agissent comme les présidents de cette assemblée.
À la suite de la ratification de toute une série de lois, dont la principale est la Lex Hortensia de 287 av. J.-C., force de loi est donnée aux résolutions prises par le concile (plebiscita) qui s’appliquent non plus aux seuls plébéiens comme c’était le cas avant, mais à tout le peuple de Rome.
À partir de ce moment, la plupart des lois ratifiées proviennent du concile plébéien. Comme le concile n’est composé que de plébéiens, il est beaucoup plus populiste que les comices curiates. Par conséquent, il se trouve en général derrière les réformes controversées (telles que celles lancées par les tribuns Tiberius et Caius Sempronius Gracchus).

## Empire romain
Le concile plébéien survit à la chute de la République. Il perd cependant ses pouvoirs législatifs, judiciaires et électoraux au profit du sénat. En vertu de ses pouvoirs tribuniciens, l’empereur a toujours un contrôle absolu sur le concile plébéien.

## Sources
- (en) Cet article est partiellement ou en totalité issu de l’article de Wikipédia en anglais intitulé « Legislative Assemblies of the Roman Republic » (voir la liste des auteurs).